# Pocket
Cet article concerne la maison d'édition. Pour l'application, voir Pocket (application).
 (avril 2025).
Si vous disposez d'ouvrages ou d'articles de référence ou si vous connaissez des sites web de qualité traitant du thème abordé ici, merci de compléter l'article en donnant les références utiles à sa vérifiabilité et en les liant à la section « Notes et références ».
Pocket, créé à l'origine par les Presses de la Cité en 1962 sous le nom de « Presses Pocket », est une marque d'éditeur généraliste français de littérature au format poche dont les collections couvrent tous les genres de la fiction à la non-fiction. La société propriétaire de la marque est Univers Poche, filiale d'Editis.

## Collections
Pocket s'adresse à de multiples lectorats comme en témoigne l'éclectisme de son catalogue :
- agora ;
- classiques ;
- comédie ;
- documents et essais ;
- évolution ;
- romans étrangers ;
- romans féminins ;
- romans français ;
- romans historiques ;
- science-fiction / fantasy (Pocket Imaginaire) ;
- terre humaine ;
- terreur ;
- thriller / policier.

## Auteurs
Éditeur généraliste, Pocket publie de nombreux best-sellers en littérature dans les collections Comédie, Documents et essais, Romans étrangers, Romans français. Parmi les auteurs, on retrouve Marc Levy, Agnès Martin-Lugand, Douglas Kennedy, Françoise Sagan, Guillaume Musso, Yasmina Khadra, Lauren Weisberger, Violaine Vanoyeke, Sophie Kinsella, Carène Ponte.
Dans la collection en thrillers Thriller / Policier, Pocket propose des auteurs tels que Dan Brown, Michael Byrnes, Harlan Coben, Michael Crichton, Ghislain Gilberti, Maxime Chattam, John Grisham, Patricia Highsmith, Elizabeth George, Martha Grimes, Karen Maitland, Zygmunt Miłoszewski, Minette Walters.
Pocket publie aussi bien de la littérature classique avec les livres de Françoise Bourdin, Romain Sardou, Jean Teulé, etc., que des policiers-thrillers avec John Connolly, Steve Berry, Franck Thilliez, Raymond Khoury, Kathy Reichs, Katherine Neville, Laurent Scalese, Gilda Piersanti, Patrick Graham, etc.
En science-fiction et en fantasy, Pocket publie entre autres J. R. R. Tolkien, Dan Simmons, Frank Herbert, Marion Zimmer Bradley, Isaac Asimov, Anne McCaffrey.
Pocket publie également des textes importants en sciences humaines, notamment dans ses deux collections : « Agora » - dirigée par François Laurent - qui présente des documents et essais comme ceux d'Hannah Arendt, Max Weber ou Norbert Elias et « Terre humaine Poche » - dirigée par Jean Malaurie - qui réédite des auteurs tels que Claude Lévi-Strauss, Georges Condominas, etc.
Pocket a développé une collection dédiée à la spiritualité, avec notamment des textes du dalaï-lama, de l'abbé Pierre ou de Pema Chödrön.
Dans le domaine psycho-pratiques du développement personnel, Pocket publie La méthode simple pour arrêter de fumer d'Allen Carr ou encore AntiCancer de David Servan-Schreiber. Les ouvrages publiés dans cette collection proposent des solutions pour surmonter les difficultés du quotidien (textes de Françoise Dolto, Pierre Pallardy, Jacques Salomé, Catherine Bensaïd, Maryse Vaillant, entre autres).
Enfin, Pocket propose des textes classiques avec « Pocket Classiques » (ouvrages augmentés d'un dossier pédagogique).